# Morohivka, Radomîșl
Morohivka (în ucraineană Морогівка) este un sat în comuna Oblitkî din raionul Radomîșl, regiunea Jîtomîr, Ucraina.

## Demografie
Componența lingvistică a localității Morohivka
     Ucraineană (100%)
Conform recensământului din 2001, toată populația localității Morohivka era vorbitoare de ucraineană (100%).